# Viereck (Vorpommern)
Viereck is een gemeente in de Duitse deelstaat Mecklenburg-Voor-Pommeren, en maakt deel uit van de Landkreis Vorpommern-Greifswald.
Viereck telt 1.020 inwoners.